# باشگاه فوتبال اس‌اچ‌بی دانانگ
باشگاه فوتبال اس‌اچ‌بی دانانگ (ویتنامی: Câu lạc bộ bóng đá SHB Đà Nẵng) که به سادگی با نام اس‌اچ‌بی دانانگ شناخته می‌شود، یک باشگاه فوتبال حرفه‌ای ویتنامی مستقر در دانانگ است که در وی‌لیگ ۱ ویتنام بازی می‌کند.
این باشگاه قبلاً با نام کوانگ نام-دا نانگ (ویتنامی: Câu lạc bộ Bóng đá Quảng Nam-Đà Nẵng) شناخته می‌شد و در سال ۱۹۹۲ عنوان قهرمانی لیگ ملی ویتنام را کسب کرد. در فصل ۰۸–۲۰۰۷، این باشگاه توسط بانک سهامی تجاری سایگون-هانوی (اس‌اچ‌بی) خریداری شد و نام باشگاه به اس‌اچ‌بی دانانگ تغییر یافت. این باشگاه اولین عنوان قهرمانی خود را در سال ۲۰۰۹ کسب کرد و به عنوان قهرمان وی‌لیگ سال ۲۰۰۹ به لیگ قهرمانان آسیا ۲۰۱۰ راه یافت. در همان سال، آنها همچنین قهرمان جام حذفی ویتنام شدند. علاوه بر این پیروزی‌ها، تیم زیر ۲۱ سال دانانگ نیز در مسابقات قهرمانی جوانان سال ۲۰۰۹ قهرمان شد. این باشگاه قهرمان فصل وی‌لیگ سال ۲۰۱۲ شد.